# IC 2505
IC 2505 је спирална галаксија у сазвјежђу Лав која се налази на листи објеката дубоког неба у Индекс каталогу.
Деклинација објекта је + 27° 16' 9" а ректасцензија 9h 45m 6,9s. Привидна величина (магнитуда) објекта IC 2505 износи 14,8 а фотографска магнитуда 15,6. IC 2505 је још познат и под ознакама MCG 5-23-34, CGCG 152-64, NPM1G +27.0246, KCPG 213A, PGC 27936.